# Quận I, Budapest
Quận I, Budapest là một quận thuộc Budapest, Hungary. Quận này có diện tích 3,41 km², dân số năm 2010 là 24653 người, mật độ 7230 người/km².